# Alfa Microscopii
Alfa Microscopii (α Microscopii, förkortat Alfa Mic, α Mic) som är stjärnans Bayerbeteckning, är en ensam stjärna belägen i den mellersta delen av stjärnbilden Mikroskopet. Den har en skenbar magnitud på 4,88 till 4,94 och är synlig för blotta ögat där ljusföroreningar ej förekommer. Baserat på parallaxmätning inom Hipparcosuppdraget på ca 8,6 mas, beräknas den befinna sig på ett avstånd på ca 380 ljusår (ca 116 parsek) från solen. 

## Egenskaper
Alfa Microscopii är en gul jättestjärna av spektralklass G7 III. Den har en massa som är ca 3,1 gånger större än solens massa, en radie som är ca 16 gånger större än solens och utsänder från dess fotosfär ca 160 gånger mera energi än solen vid en effektiv temperatur på ca 4 920 K.
Alfa Microscopii har en optisk följeslagare, CCDM J20500-3347B, med skenbar magnitud 10,0 och separerad med ca 20,4 bågsekunder vid en positionsvinkel på 166°. Denna har dock ingen fysisk koppling till huvudstjärnan som beskrivits ovan.